# 5,6-MeO-MiPT
5,6-MeO-MiPT（5,6-二甲氧基-N-甲基-N-异丙基色胺）是一种色胺衍生物，化学式为C16H24N2O2，由亚历山大·舒尔金开发，属于甲基异丙基色胺（MiPT）的衍生物，可作为致幻剂。